# Олні (Іллінойс)
Олні (англ. Olney) — місто (англ. city) в США, в окрузі Ричленд штату Іллінойс. Населення — 8701 особа (2020).

## Географія
Олні розташоване за координатами 38°43′45″ пн. ш. 88°5′3″ зх. д. / 38.72917° пн. ш. 88.08417° зх. д. (38.729231, -88.084220).  За даними Бюро перепису населення США в 2010 році місто мало площу 17,25 км², з яких 17,24 км² — суходіл та 0,01 км² — водойми. В 2017 році площа становила 18,57 км², з яких 18,56 км² — суходіл та 0,01 км² — водойми.

## Демографія
Згідно з переписом 2010 року, у місті мешкало 9115 осіб у 3847 домогосподарствах у складі 2318 родин. Густота населення становила 528 осіб/км².  Було 4291 помешкання (249/км²).
Расовий склад населення:
| - 96,4 % — білих - 1,1 % — азіатів - 0,7 % — чорних або афроамериканців - 0,2 % — корінних американців |

До двох чи більше рас належало 1,1 %. Частка іспаномовних становила 1,5 % від усіх жителів.
За віковим діапазоном населення розподілялося таким чином: 22,9 % — особи молодші 18 років, 56,5 % — особи у віці 18—64 років, 20,6 % — особи у віці 65 років та старші. Медіана віку мешканця становила 40,2 року. На 100 осіб жіночої статі у місті припадало 89,3 чоловіків;  на 100 жінок у віці від 18 років та старших — 85,3 чоловіків також старших 18 років.
Середній дохід на одне домашнє господарство  становив 47 683 долари США (медіана — 36 627), а середній дохід на одну сім'ю — 60 429 доларів (медіана — 46 458). Медіана доходів становила 40 143 долари для чоловіків та 31 011 долар для жінок. За межею бідності перебувало 18,4 % осіб, у тому числі 26,0 % дітей у віці до 18 років та 13,3 % осіб у віці 65 років та старших.
Цивільне працевлаштоване населення становило 3808 осіб. Основні галузі зайнятості: освіта, охорона здоров'я та соціальна допомога — 29,3 %, виробництво — 15,6 %, роздрібна торгівля — 13,2 %.